# Порт Дурреса

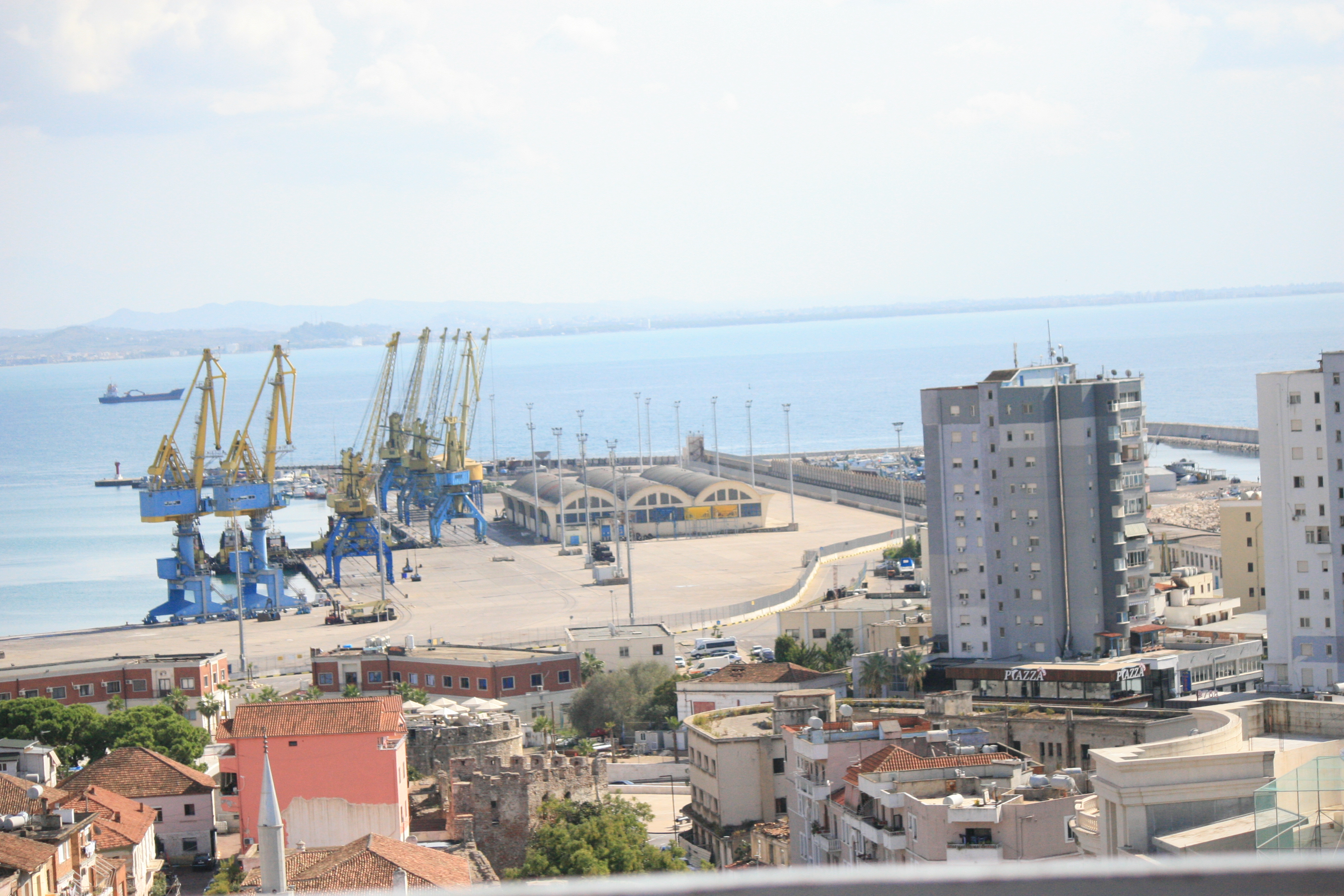

Порт Дурреса (алб. Porti i Durrësit) —  крупнейший порт Албании, расположенный в городе Дуррес, к востоку от мыса Дуррес.

## История
Порт был основан иллирийцами более двух тысяч лет назад. 

## Экономика
Порт Дурреса регулярно посещают различные паромы Адриатики. Большинство паромов соединяют Дуррес с Бари и Анконой, некоторые также с Триестом и редко с Бриндизи. Новый паромный терминал открылся в 2013 году. В 2019 году на 1052 паромах было перевезено 878 687 пассажиров и 259 175 автомобилей соответственно. В 2019 году в порт зашло 19 круизных судов с более чем 4500 пассажирами на борту.
На западном моле построена небольшая гавань для рыболовецких судов, открытая в 2013 году. Рыбацкий порт защищен небольшим новым пирсом.
С начала 2019 года в порту работает таможенный пункт Республики Косово. Что упрощает импорт товаров в Косово и разгружает пограничный переход Врбница — Морина. Албания и Косово постепенно гармонизируют свои таможенные системы и стремятся к созданию таможенного союза в долгосрочной перспективе.